# Uvaria amplexicaulis
Uvaria amplexicaulis este o specie de plante angiosperme din genul Uvaria, familia Annonaceae, descrisă de Friedrich Ludwig Diels. Conform Catalogue of Life specia Uvaria amplexicaulis nu are subspecii cunoscute.